# Юшко, Герман Иванович
Герман Иванович Юшко (27 января 1941 — 11 ноября 2010) — советский и российский актёр театра и кино. Заслуженный артист РСФСР (1980).

## Биография
Герман Юшко родился 27 января 1941 года в Чите.
Окончил школу-студию МХАТ (курс В. П. Маркова) в 1965 году. По окончании школы-студии четыре года служил в театре «Современник». С 1969 года переходит в труппу Театра Советской Армии.
Умер 11 ноября 2010 года в Москве. Похоронен актёр на Ваганьковском кладбище столицы (участок № 6).

## Семья
Жена —  Алина Станиславовна Покровская (род. 1940), советская и российская актриса театра и кино, член Союза театральных деятелей России. Народная артистка РСФСР.
- Сын — Алексей Германович Юшко (род. 1974), историк.
  - Внук — Максим.

## Творчество

### Роли в театре
- «Давным-давно» (постановка А. Д. Попова) — Давыд Васильев
- «Учитель танцев» — Рикаредо
- «Тогда в Тегеране» — Илья Светлов
- «Неизвестный солдат» — Юра
- «Бесприданница» А. Н. Островского — Карандышев
- «Когда придёт мой час» — Валико
- «Мы — цемент» — Глеб Чумаков
- «Каждый осенний вечер» — Крестан
- «Странствия Билли Пилигрима» — Говард Кемб
- «Мы, русский народ» — Вятский
- «Конец» — Фегелейн
- «Дело жизни» — Реутов
- «На исходе дня» — Лейтенант Беров
- «Расстояние в 30 дней» — Печников
- «Транзит» — Кузьмин
- «Человек для любой поры» — Ричард Рич, герцог Норфлок
- «Сад» — Женя Зарубин
- «Моя профессия — синьор из общества» — Антонио
- «Обретение» — Мовилэ
- «Идиот» Ф. М. Достоевского — Птицын
- «Рядовые» — Дугин
- «Статья» — Вепрев
- «Провокация» — Фриц Кмам
- «Слон» — Мочалкин

### Роли в кино
1. 1966 — Выстрел
2. 1968 — Возвращение
3. 1969 — Адъютант его превосходительства — Тимка, ординарец батьки Ангела
4. 1969 — Пятеро с неба — Янис, лейтенант-латыш
5. 1970 — Риск
6. 1970 — Ночная смена
7. 1971 — Следствие ведут ЗнаТоКи. Побег
8. 1971 — Ночь на 14-й параллели
9. 1972 — Пётр Рябинкин — Степан, раненый танкист
10. 1972 — Красно солнышко — Коля однорукий
11. 1973 — Сибирский дед
12. 1974 — Следую своим курсом
13. 1974 — Пётр Мартынович и годы большой жизни
14. 1978 — Стеклянные бусы — кэп
15. 1979 — Экипаж — Павел Иванович, представитель «Аэрофлота» в Бидри (озвучивает Александр Белявский)
16. 1980 — «Мерседес» уходит от погони — капитан Владимир Локтев
17. 1981 — Третье измерение
18. 1984 — Через все годы — Егор Дружинин
19. 1985 — Третье поколение
20. 1992 — Разыскивается опасный преступник
21. 1999 — Опять надо жить